# Оскар Хајсерер
Оскар Хајсерер (18. јул 1914 — 7. октобар 2004) био је француски фудбалер.
Рођен у Ширхајну, играо је за Стразбур, а за Француску је наступио на Светском првенству 1938. године, где је постигао гол. Умро је у Стразбуру.